# Киёхара-но Мотосукэ
Киёхара-но Мотосукэ или Киёвара-но Мотосукэ (яп. 清原 元輔, 908 — июнь 990) японский вака-поэт и аристократ периода Хэйан.
Он один из «Тридцати шести бессмертных поэтов». Его стихи включены в различные официальные антологии, в том числе «Сюи вакасю», «Хякунин иссю» (№ 42), а также в его персональное собрание «Мотосукэсю».
Как один из членов так называемой «Пятёрки грушевого павильона» он участвовал в составлении императорской антологии «Госэн вакасю».
Сэй-Сёнагон — дочь Киёхара-но Мотосукэ.